# Kem Kem Beds
I Kem Kem Beds (indicato anche come, Continental Red Beds e Continental intercalaire) sono una formazione geologica situata lungo il confine tra il Marocco e l'Algeria, i cui strati risalgono al Cretaceo superiore. Nella formazione sono stati raccolti molti resti fossili di vertebrati, tra cui: dinosauri, coccodrilli, pterosauri e una grande varietà di pesci e creature acquatiche. Recenti prove fossili sotto forma di grandi esemplari fossili di abelisauridi isolati, e confronti con altre formazioni di età simile, sempre in Africa indicano che la fauna del Kem Kem Beds (in particolare per quanto riguarda i numerosi dinosauri teropodi predatori) potrebbero essere stata mescolata insieme a causa della geologia mutevole della regione, quando in realtà una così vasta concentrazione di teropodi predatori avrebbero probabilmente preferito habitat distinti, e comunque separati tra loro da milioni di anni.

## Territorio

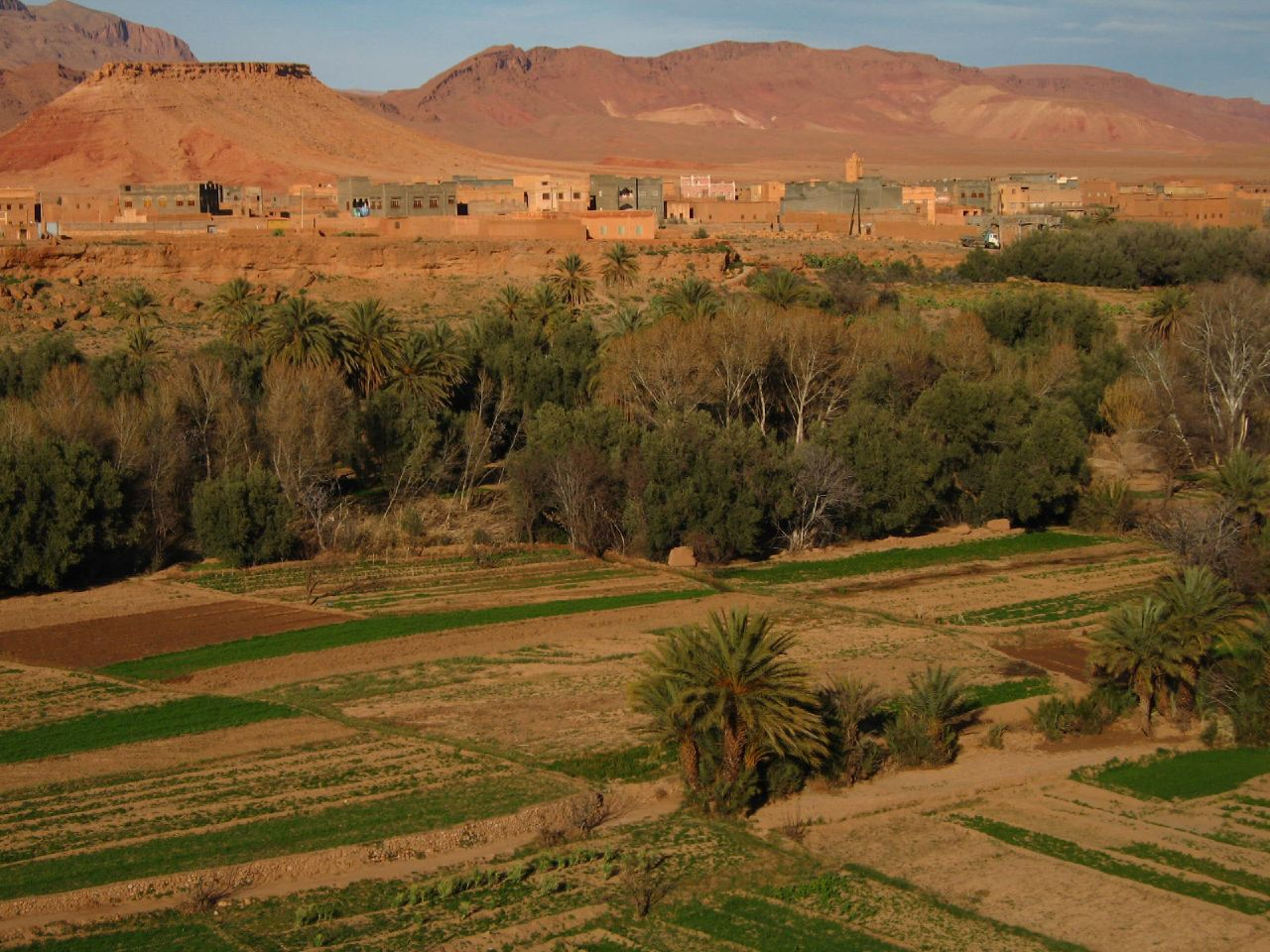
Città di Erfoud, sullo sfondo l'altopiano roccioso del Kem Kem

Il Kem Kem è una zona molto estesa, lunga 250 chilometri e situata nel sud-est del Marocco e ad est dell'Algeria. È chiaramente delimitato solo da un punto di vista geologico. In effetti, il Kem Kem è un'enorme lastra di calcare massiccio risalente al Cretaceo superiore (Cenomaniano-Turoniano), bloccata a nord-ovest dall'Anti Atlante paleozoico e da tre altipiani rocciosi neogenici che formano un arco da sud-ovest a nord-est. Questi sono l'Hamada di Guir nel nord-est, l'Hamada della Drâa nel sud-ovest e infine l'Hamada de la Daoura nel sud-est. L'altopiano del Kem Kem è in gran parte eroso, lasciando in diversi luoghi solo collinette chiamate gore, conferendogli una fisionomia molto particolare.
Il Tafilalet è una pianura alluvionale situata a nord del Kem Kem, dove discendono i fiumi Rheris e Ziz, che prendono le loro sorgenti nell'Alto Atlante più a nord. Questi fiumi, che hanno dato i natali ai più grandi palmeti del Marocco, si incontrano a sud-ovest della città di Taouz per formare l'Oued Daoura, arteria principale che affonda nella lastra del Kem Kem a sud-est di Taouz. Gli uadi attraversano una fitta rete di superficie del Kem Kem ma solo il Daoura ha scavato una potente e ampia valle profonda che attraversa l'altopiano da nord a sud.
Ad est del Daoura, il Kem Kem Irijdalen si estende verso est fino a Moungar Nebech, un promontorio a forma di scogliera che forma l'estremità orientale della lastra del Kem Kem. Il grande Kem Kem forma il bordo nord-occidentale dell'altopiano, a ovest del Daoura e fino all'Hamada del Drâa. Intorno alla città di Zegdou si estendono gli strati di gesso di Tizi n'Daguine che ricoprono i calcari marini della lastra Kem Kem.

## Fauna del Kem Kem

### Dinosauri

#### Teropodi
| Teropodi ritrovati nel Kem Kem Beds | Teropodi ritrovati nel Kem Kem Beds | Teropodi ritrovati nel Kem Kem Beds                 | Teropodi ritrovati nel Kem Kem Beds | Teropodi ritrovati nel Kem Kem Beds                    | Teropodi ritrovati nel Kem Kem Beds | Teropodi ritrovati nel Kem Kem Beds |
| Genere                              | Specie                              | Locazione                                           | Posizione stratigrafica             | Materiale                                              | Note | Immagine                            |
| ----------------------------------- | ----------------------------------- | --------------------------------------------------- | ----------------------------------- | ------------------------------------------------------ | --- | ----------------------------------- |
| Abelisauridae indet.                | Indeterminato                       |                                                     |                                     |                                                        | Più esemplari di abelisauridi, che probabilmente rappresentano lo stesso genere ma hanno dimensioni diverse. Questi esemplari sono noti solo da frammenti di mascella; resti frammentari; l'esemplare NS153 / 01 sembra riconducibile ad un animale simile a Skorpiovenator, mentre NS153 e UCPC 01 sembrano riconducibili ad un animale simile ad Ekrixinatosaurus.                    |                                     |
| Abelisauridae indet.                | Indeterminato                       |                                                     |                                     | Un dente isolato.                                      | Un abelisauride indeterminato, forse un Rugops, o una specie affine. |                                     |
| Abelisauridae indet.                | Indeterminato                       |                                                     |                                     | Un femore destro parziale.                             | Un abelisauride di grandi dimensioni indeterminato, riferito all'esemplare OLPH 025/"Errachidiasaurus" |                                     |
| Carcharodontosaurus                 | C. saharicus                        | Provincia di Ksar-es-Souk, Marocco.                 |                                     |                                                        | |                                     |
| Deltadromeus                        | D. agilis                           |                                                     |                                     | "Scheletro parziale, e delle zampe anteriori isolate." | |                                     |
| Dromaeosauridae indet.              | Indeterminato                       |                                                     |                                     | Un dente isolato. Un omero parziale.                   | Un dromeosauride indeterminato. |                                     |
| Elaphrosaurinae indet.              | Indeterminato                       |                                                     |                                     |                                                        | Originariamente descritto da una tibia da Lavocat, egli notò una sorprendente somiglianza tra essa e una tibia egiziana descritta da Stromer e indicata come cf. Elaphrosaurus, così come Elaphrosaurus stesso. Tuttavia, Rauhut & Carrano (2016) hanno affermato che il primo non era così imparentato con Elaphrosaurus, mostrando invece caratteri più simili a quelle dei tetanuri. |                                     |
| Inosaurus                           | I. tedreftensis                     |                                                     |                                     | "Vertebra"                                             | Possibile noasauride |                                     |
| Noasauridae indet.                  | Indeterminato                       |                                                     |                                     |                                                        | Più esemplari di noasauride, che probabilmente rappresentano lo stesso genere ma hanno diverse dimensioni. Questi esemplari sono noti solo da resti frammentari; l'esemplare ROM 65799 è un femore parziale, l'esemplare CMN 50810 è un centro cervicale posteriore, e l'esemplare CMN 50810 è un epistrofeo.                                                                           |                                     |
| "Osteoporosia"                      | "O. gigantea"                       |                                                     |                                     | Una vertebra dorsale posteriore                        | Un possibile megaraptora gigante, o un carcharodontosauride |                                     |
| Paraviano? indet.                   | Indeterminato                       | Oasi di Erfoud, nella regione di Tafilalt, Marocco. |                                     | Una vertebra dorsale                                   | Un paraviano, molto simile a Rahonavis. Possibile Unenlagiino. Codice esemplare (CMN 50852) |                                     |
| Saurischia indeterminata            | Indeterminato                       |                                                     |                                     | Una vertebra isolata.                                  | Un saurischio indeterminato. |                                     |
| Sauroniops                          | S. pachytholus                      |                                                     |                                     | "Un frammento di cranio isolato ma completo."          | Un carcharodontosauride distinto da Carcharodontosaurus. |                                     |
| Sigilmassasaurus                    | S. brevicollis                      | Provincia di Ksar-es-Souk, Marocco.                 |                                     |                                                        | Uno spinosauride. |                                     |
| Spinosaurus                         | S. aegypticus                       | Provincia di Ksar-es-Souk, Marocco.                 |                                     |                                                        | Uno spinosauride. Possibile sinonimia con Sigilmassasaurus brevicollis. |                                     |

#### Sauropodi
Nel 2016, è stata certificata la presenza di un genere indeterminato di titanosauro lithostrotia, nella provincia di Ksar-es-Souk, in Marocco.
| Sauropodomorphi ritrovati nel Kem Kem Beds | Sauropodomorphi ritrovati nel Kem Kem Beds | Sauropodomorphi ritrovati nel Kem Kem Beds | Sauropodomorphi ritrovati nel Kem Kem Beds | Sauropodomorphi ritrovati nel Kem Kem Beds | Sauropodomorphi ritrovati nel Kem Kem Beds | Sauropodomorphi ritrovati nel Kem Kem Beds |
| Genere                                     | Specie                                     | Locazione                                  | Posizione stratigrafica                    | Materiale                                  | Note | Immagine                                   |
| ------------------------------------------ | ------------------------------------------ | ------------------------------------------ | ------------------------------------------ | ------------------------------------------ | --- | ------------------------------------------ |
| Cf. Brachiosaurus                          | "B. nougaredi"                             | Algeria                                    |                                            | Osso sacro parziale, falangi.              | I fossili assegnati a Brachiosaurus appartengono in realtà ad un Titanosauriforme indeterminato, ma vengono comunque catalogati come "B. nougaredi".                                                                                   |                                            |
| Rebbachisaurus                             | R. garasbae                                | Provincia di Ksar-es-Souk, Marocco.        |                                            |                                            | Uno dei più grandi rebbachisauridi conosciuti, in grado di rivaleggiare in dimensioni con Limaysaurus. |                                            |
| Rebbachisauridae indet.                    | Indeterminato                              |                                            |                                            |                                            | |                                            |
| Somphospondyli indet.                      | Indeterminato                              |                                            |                                            |                                            | Un somphospondylo indeterminato, conosciuto solamente per un arco neurale dorsale. Mannion & Barrett (2013) hanno scelto di interpretarlo come un somphospondylo basale. Codice esemplare (NHMUK R36635)                               |                                            |
| Titanosauria indet.                        | Indeterminato                              |                                            |                                            |                                            | Un titanosauro derivato, forse imparentato con Baurutitan e Alamosaurus. Codice esemplare FSACK-KK 7000. |                                            |
| Titanosauria indet.                        | Indeterminato                              |                                            |                                            |                                            | Un titanosauro indeterminato conosciuto solamente da un omero parziale. Sembra essere strettamente imparentato con Paralititan di Bahariya, oltre ad essere approssimativamente della stessa dimensione. Codice esemplare FSACK-KK 01. |                                            |
| Titanosauria indet.                        | Indeterminato                              |                                            |                                            |                                            | Un grande titanosauro indeterminato, forse imparentato con Paralititan, conosciuto da un ischio che reca dei segni di morsi. Codice esemplare GMNH-PV 2314.                                                                            |                                            |
| Titanosauria indet.                        | Indeterminato                              |                                            |                                            |                                            | Un titanosauro relativamente grande, la cui unica vertebra dorsale conosciuta sembra mostrare affinità con Epachthosaurus e Paralititan, e potrebbe essere congenerico con GMNH-PV 2314. Codice esemplare GMNH-PV 2399.                |                                            |

#### Ornitopodi
| Ornitopodi ritrovati nel Kem Kem Beds | Ornitopodi ritrovati nel Kem Kem Beds | Ornitopodi ritrovati nel Kem Kem Beds | Ornitopodi ritrovati nel Kem Kem Beds | Ornitopodi ritrovati nel Kem Kem Beds | Ornitopodi ritrovati nel Kem Kem Beds | Ornitopodi ritrovati nel Kem Kem Beds |
| Genere                                | Specie                                | Locazione                             | Posizione stratigrafica               | Materiale                             | Note | Immagine                              |
| ------------------------------------- | ------------------------------------- | ------------------------------------- | ------------------------------------- | ------------------------------------- | --- | ------------------------------------- |
| Ornithopoda indet.                    | Indeterminato                         |                                       |                                       |                                       | Un ornitopode indeterminato conosciuto da una serie di impronte. Queste impronte fanno intendere che si trattava di un animale abbastanza grande, con un piede lungo 52,5 cm, probabilmente appartenente ad un ornitopode di circa 9,4 metri di lunghezza per un peso di circa 3 tonnellate, dimensioni quasi pari a quelle di Iguanodon. Codice esemplare (UCRC I FS4) |                                       |
| Ornithischia indet.                   | Indeterminato                         |                                       |                                       | Un dente isolato.                     | Un piccolo ornithischio di classificazione incerta, possibile thyreophora. |                                       |

### Pterosauri
| Pterosauri ritrovati nel Kem Kem Beds | Pterosauri ritrovati nel Kem Kem Beds | Pterosauri ritrovati nel Kem Kem Beds | Pterosauri ritrovati nel Kem Kem Beds | Pterosauri ritrovati nel Kem Kem Beds | Pterosauri ritrovati nel Kem Kem Beds | Pterosauri ritrovati nel Kem Kem Beds |
| Genere                                | Specie                                | Locazione                             | Posizione stratigrafica               | Materiale | Note | Immagine                              |
| ------------------------------------- | ------------------------------------- | ------------------------------------- | ------------------------------------- | --- | --- | ------------------------------------- |
| Afrotapejara                          | A. zouhri                             |                                       |                                       | Un frammento d'osso interpretato come un frammento anteriore della sinfisi della mandibola, sebbene possa invece rappresentare un rostro. | Uno pterosauro tapejaride. Originariamente si credeva potesse appartenere alla famiglia Thalassodromidae o che fosse un esemplare di Alanqa saharica. |                                       |
| Alanqa                                | A. saharica                           |                                       |                                       | | |                                       |
| Anhanguera                            | A. cf. piscator                       |                                       |                                       | Una sinfisi della mandibola parziale | |                                       |
| Apatorhamphus                         | A. gyrostega                          |                                       |                                       | Un rostro e mandibola parziale | Un possibile pterosauro chaoyangopteride. Originariamente identificato come un possibile pteranodontide, un possibile dsungaripteride, o un possible azhdarchoide non-azhdarchide o un nyctosauride, o un esemplare di Alanqa saharica. |                                       |
| Azhdarchidae indet.                   | Indeterminata                         |                                       |                                       | Tre vertebre cervicali centrali. | Averianov (2014) considera queste vertebre come appartenenti ad Alanqa saharica, tuttavia, sembrerebbe che queste vertebre potrebbero appartenere a due taxa distinti. |                                       |
| Azhdarchoidea indet.                  | Indeterminata                         |                                       |                                       | Omero. | Averianov (2014) considerava quest'omero un esemplare di Alanqa saharica. |                                       |
| Coloborhynchus                        | C. fluviferox C. sp. A.               | Hassi El Begaa                        |                                       | Frammenti di premascella | |                                       |
| Leptostomia                           | L. begaaensis                         | Aferdou N’ Chaft                      |                                       | Rostro parziale e una sinfisi mandibolare parziale                                                                                        | Un piccolo pterosauro dal becco lungo e sottile, probabilmente un membro di Azhdarchoidea. |                                       |
| Ornithocheirus                        | O. cf. simus.                         |                                       |                                       | Frammenti di premascella | |                                       |
| Siroccopteryx                         | S. moroccensis                        |                                       |                                       | | Classificato da alcuni autori come una specie del genere Coloborhynchus. |                                       |
| Xericeps                              | X. curvirostra                        |                                       |                                       | Un frammento di mandibola | Un azhdarchide piuttosto particolare, analogo nella sua nicchia ecologica ai moderni jabiru, dal becco ricurvo. Come Alanqa possedeva una creste vicino alla parte posteriore delle loro fauci, il che potrebbe aver aiutato a nutrirsi di molluschi. La diversa forma della mascella rispetto ad Alanqa implica il partizionamento della nicchia all'interno dello stesso ecosistema; sembra che entrambi i generi siano imparentati, e potrebbero creare un clade con Argentinadraco. |                                       |

### Rettili

#### Crocodylomorpha
| Crocodylomorphi ritrovati nel Kem Kem | Crocodylomorphi ritrovati nel Kem Kem | Crocodylomorphi ritrovati nel Kem Kem | Crocodylomorphi ritrovati nel Kem Kem | Crocodylomorphi ritrovati nel Kem Kem                            | Crocodylomorphi ritrovati nel Kem Kem | Crocodylomorphi ritrovati nel Kem Kem |
| Genere                                | Specie                                | Locazione                             | Posizione stratigrafica               | Materiale                                                        | Note | Immagine                              |
| ------------------------------------- | ------------------------------------- | ------------------------------------- | ------------------------------------- | ---------------------------------------------------------------- | --- | ------------------------------------- |
| Aegisuchus                            | A. witmeri                            |                                       |                                       | "Un cranio parziale, completo dell'osso temporale e occipitale." | Un aegyptosuchide, le cui dimensioni sono state notevolmente sovrastimata nella descrizione originale, ottenendo un minimo di 15 metri. Stime più recenti gli riferiscono una lunghezza di circa 3,9 metri. |                                       |
| Araripesuchus                         | A. rattoides                          |                                       |                                       |                                                                  | Un piccolo notosucho, molto diffuso nell'emisfero meridionale, essendo stato ritrovato in Brasile, Argentina, Niger, Madagascar e Marocco. Basandosi sulla correlata specie A. wegeneri, è probabile che avesse una dieta prevalentemente erbivora. |                                       |
| Elosuchus                             | E. cherifiensis                       |                                       |                                       |                                                                  | Un grande pholidosauride. Sembra aver avuto un morso relativamente forte rispetto ad altri crocodermiformi longirostrini, basato su modifiche del cranio. |                                       |
| Hamadasuchus                          | H. rebouli                            |                                       |                                       |                                                                  | Un notosucho peirosauride carnivoro dotato di una serie di denti acuminati, come gli altri suoi parenti della vicina Sud America. |                                       |
| Kemkemia                              | K. auditorei                          | Provincia di Errachidia, Marocco      |                                       | Conosciuto per una singola vertebra caudale.                     | Inizialmente considerato come un Neotheropode, ma in seguito a nuove scoperte è stato classificato un crocodylomorpho indeterminato. |                                       |
| Laganosuchus                          | L. maghrebensisis                     |                                       |                                       |                                                                  | Uno stomatosuchide, presente anche in Niger, con la specie L. thaumastos. Questo genere è strettamente imparentato con Stomatosuchus dell'Egitto, ed entrambi sembrano essere stati predatori d'agguato, catturando qualsiasi piccolo pesce che si trovasse a distanza ravvicinata.                                                                                            |                                       |
| Lavocatchampsa                        | L. sigogneaurusselae                  |                                       |                                       |                                                                  | Uno ziphosucho basale, strettamente imparentato con Candidodon, Malawisuchus e Pakasuchus. La morfologia e l'usura dei denti suggeriscono che si nutriva frantumando materiale resistente. |                                       |
| Notosuchia indet.                     | Indeterminato                         |                                       |                                       |                                                                  | Un notosucho indeterminato conosciuto solamente da un osso quadrato isolato. Fu inizialmente riferito a Libycosuchus da Buffetaut (1976), poi ad Hamadasuchus da Larsson & Sues (2007). Più recentemente nel 2018, una revisione di "Trematochampsa", sembra che l'esemplare sia molto simile ad Araripesuchus wegeneri, anche se sembra sia stato circa tre volte più grande. |                                       |
| Notosuchia indet.                     | Indeterminato                         |                                       |                                       |                                                                  | Un grande crocodyliforme notosucho indeterminato, apparentemente imparentato con Stolokrosuchus. Il suo cranio è lungo circa 1,55 metri e probabilmente aveva una dieta prevalentemente piscivora. Attualmente, è in possesso di Paul Sereno, presso il suo laboratorio di Chicago.                                                                                            |                                       |

#### Testudinata
| Tartarughe ritrovate nel Kem Kem Beds | Tartarughe ritrovate nel Kem Kem Beds                                    | Tartarughe ritrovate nel Kem Kem Beds | Tartarughe ritrovate nel Kem Kem Beds | Tartarughe ritrovate nel Kem Kem Beds | Tartarughe ritrovate nel Kem Kem Beds | Tartarughe ritrovate nel Kem Kem Beds |
| Genere                                | Specie                                                                   | Locazione                             | Posizione stratigrafica               | Materiale                             | Note | Immagine                              |
| ------------------------------------- | ------------------------------------------------------------------------ | ------------------------------------- | ------------------------------------- | ------------------------------------- | --- | ------------------------------------- |
| Araripemys                            | A. sp.                                                                   |                                       |                                       |                                       | Una tartaruga pleurodira, normalmente rinvenuta nella Formazione Santana, ma rinvenuta anche nel Kem Kem, da Cavin et al. (2010)                                                 |                                       |
| Dirqadim                              | D. schaefferi                                                            |                                       |                                       |                                       | Una tartaruga pelomedusoide basale |                                       |
| Galianemys                            | - G. emringeri - G. whitei - ?G. sp. (AMNH 30550) - ?G. sp. (AMNH 30551) |                                       |                                       |                                       | Una tartaruga cearachelydae. Forse la tartaruga più comune presente nei Kem Kem Beds, il suo parente più prossimo, Cearachelys, sembra provenire anche dalla Formazione Santana. |                                       |
| Hamadachelys                          | H. escuilliei                                                            |                                       |                                       |                                       | Una tartaruga, parente stretta dei podocnemididi, nota solamente per un cranio, ed un esemplare piuttosto completo non ancora descritto.                                         |                                       |

#### Squamata
| Squamati ritrovati nel Kem Kem Beds | Squamati ritrovati nel Kem Kem Beds | Squamati ritrovati nel Kem Kem Beds | Squamati ritrovati nel Kem Kem Beds | Squamati ritrovati nel Kem Kem Beds | Squamati ritrovati nel Kem Kem Beds | Squamati ritrovati nel Kem Kem Beds |
| Genere                              | Specie                              | Locazione                           | Posizione stratigrafica             | Materiale                           | Note | Immagine                            |
| ----------------------------------- | ----------------------------------- | ----------------------------------- | ----------------------------------- | ----------------------------------- | --- | ----------------------------------- |
| Jeddaherdan                         | J. aleadonta                        |                                     |                                     |                                     | Una lucertola, conosciuta da un frammento di mandibola. Imparentata con il moderno Uromastyx, altrimenti noto come lucertola dalla coda spinosa, e con Gueragama dal Brasile. Dalla sua mandibola si evince fosse onnivoro, sebbene il materiale vegetale costituisse la maggior parte della sua dieta. |                                     |
| Madtsoiidae indet                   | Indeterminato                       |                                     |                                     |                                     | Un madtsoiide indeterminato, descritto brevemente da Rage & Dutheil (2008). Codice esemplare (UCRC PV132-138). |                                     |
| Norisophis                          | N. begaa                            |                                     |                                     |                                     | Un serpente basale, intorno al grado Najash. Sembra avesse uno stile di vita prevalentemente terrestre. |                                     |
| Nigeropheidae indet.                | Indeterminato                       |                                     |                                     |                                     | Un serpente nigeropheide indeterminato |                                     |
| Simoliophis                         | S. cf. libycus                      |                                     |                                     |                                     | Un serpente simoliophiide (famiglia che contiene anche Pachyophis e Haasiophis), dallo stile di vita principalmente acquatico. |                                     |

### Anfibi
Una vertebra incompleta di un membro di Caudata è stata ritrovata in Algeria, e descritta da Alloul et al. (2018).
| Anfibi ritrovati nel Kem Kem Beds | Anfibi ritrovati nel Kem Kem Beds | Anfibi ritrovati nel Kem Kem Beds | Anfibi ritrovati nel Kem Kem Beds | Anfibi ritrovati nel Kem Kem Beds                               | Anfibi ritrovati nel Kem Kem Beds | Anfibi ritrovati nel Kem Kem Beds |
| Genere                            | Specie                            | Locazione                         | Posizione stratigrafica           | Materiale                                                       | Note                              | Immagine                          |
| --------------------------------- | --------------------------------- | --------------------------------- | --------------------------------- | --------------------------------------------------------------- | --------------------------------- | --------------------------------- |
| Kababisha                         | K. humarensis                     |                                   |                                   | Esemplare TUB-SFB-69 Vb-791, composto dal centrum di un atlante | Una salamandra sirenide           |                                   |
| Oumtkoutia                        | O. anae                           |                                   |                                   |                                                                 | Una rana pipide                   |                                   |

### Pesci

#### Osteichthyes
| Osteichthydi ritrovati nel Kem Kem Beds | Osteichthydi ritrovati nel Kem Kem Beds             | Osteichthydi ritrovati nel Kem Kem Beds | Osteichthydi ritrovati nel Kem Kem Beds | Osteichthydi ritrovati nel Kem Kem Beds | Osteichthydi ritrovati nel Kem Kem Beds | Osteichthydi ritrovati nel Kem Kem Beds |
| Genere                                  | Specie                                              | Locazione                               | Posizione stratigrafica                 | Materiale                               | Note | Immagine                                |
| --------------------------------------- | --------------------------------------------------- | --------------------------------------- | --------------------------------------- | --------------------------------------- | --- | --------------------------------------- |
| Adrianaichthys                          | A. pankowskii                                       |                                         |                                         |                                         | Un grande semionotide oltre ad essere il più giovane conosciuto; la specie non appartiene a Lepidotes, secondo López-Arbarello (2012). Sembra che abbia avuto una dieta simile a quella dei dipnoi. |                                         |
| Aidachar                                | A. pankowskii                                       |                                         |                                         |                                         | Un ichthyodectiforme. Questo genere è presente anche in Uzbekistan durante la stessa epoca. Sembra essere strettamente imparentato con Cladocyclus, del Brasile e dell'Italia, ed inizialmente è stato descritto come una specie di quest'ultimo durante la sua descrizione originale. Come altri ichthyodectiformi, molto probabilmente era un vorace predatore, che cacciava prede proporzionalmente di grandi dimensioni.             |                                         |
| Arganodus                               | A. tiguidiensis                                     |                                         |                                         |                                         | Un piccolo ceratodontidae |                                         |
| Bartschichthys                          | B. sp.                                              |                                         |                                         |                                         | Un polypteridae |                                         |
| cf Bawitius                             | Indeterminato                                       |                                         |                                         |                                         | Un polypteridae massiccio e di grandi dimensioni; una mascella dal Kem Kem sembra provenire da un individuo grande quanto l'olotipo egiziano, e mostra che aveva una dieta simile a quella dei moderni biscir, nutrendosi di pesci, anfibi e invertebrati acquatici. Tuttavia viste le notevoli dimensioni è probabile si nutrisse di prede proporzionatamente più grandi, come tartarughe, serpenti e addirittura piccoli spinosauridi. |                                         |
| Calamopleurus                           | C. africanus                                        |                                         |                                         |                                         | Un calamopleurino; il suo sister taxon C. cylindricus è noto da esemplari molto ben conservati della Formazione Santana, mentre C. africanus è noto solamente da un cranio distorto e disarticolato, e una scatola cranica separata. Basandosi su esemplari provenienti dal Brasile, molto probabilmente era un vorace predatore, che si nutriva di prede proporzionalmente grandi.                                                      |                                         |
| Ceratodus                               | C. sp.                                              |                                         |                                         |                                         | Un Ceratodontidae |                                         |
| Concavotectum                           | C. moroccensis                                      |                                         |                                         |                                         | Un crossognathiforme relativamente grande; sembra essere stato un filtratore basandosi sull'anatomia delle mascelle e delle branchie. |                                         |
| Diplospondichthys                       | D. moreaui                                          |                                         |                                         |                                         | Un Actinopterygii |                                         |
| Efroudichthys                           | E. rosae                                            |                                         |                                         |                                         | Un possibile chanide basale, il cui unico corrispettivo vivente è il cefalone, con cui potrebbe anche aver avuto una dieta in comune, nutrendosi di cianobatteri, alghe e invertebrati. |                                         |
| Lavocatodus                             | L. humeri                                           |                                         |                                         |                                         | Un piccolo dipno, originariamente classificato come Ceratodus humei fino alla sua ridescrizione, nel 2014, venendo riferito a Lavocatodus, strettamente imparentato con i dipnoi dell'America Meridionale e dell'Africa. Come tutti i dipnoi, probabilmente era un onnivoro opportunista, che si nutriva di materiale vegetale, invertebrati e piccoli vertebrati.                                                                       |                                         |
| Lusitanichthys                          | L. africanus                                        |                                         |                                         |                                         | Un Clupeoideide |                                         |
| Neoceratodus                            | N. africanus                                        |                                         |                                         |                                         | Un ceratodontiforme; sebbene la maggior parte degli esemplari raggiunge solamente i 70-100 centimetri di lunghezza, basandosi su piastre dentarie di circa 3-5 centimetri, Stromer descrisse piastre dentarie, da Bahariya, di circa 10 centimetri, indicando individui potevano raggiungere anche i 2 metri di lunghezza. |                                         |
| Obaichthyidae spp.                      | Obaichthys africanus, ?Dentilepisosteus kemkemensis |                                         |                                         |                                         | Due pesci alligatore, classificati all'interno di Lepisosteidae (pesci alligatore moderni), i generi sono noti da esemplari abbastanza ben conservati della Formaziona Santana. L'anatomia della mascella specializzata indica che questi pesci non si cibavano di prede proporzionalmente grandi, e forse si nutrivano di invertebrati.                                                                                                 |                                         |
| Oniichthys                              | O. falipoui                                         |                                         |                                         |                                         | Un piccolo lepisosteide, strettamente imparentato con Atractosteus. Sembra aver avuto una dieta simile a quest'ultimo. |                                         |
| Palaeonotopterus                        | P. greenwoodi                                       |                                         |                                         |                                         | Un osteoglossomorpho; forse imparentato con Petrocephalus, sembra essere stato durofago basandosi sull'anatomia e sulla dentatura della mandibola. |                                         |
| Serenoichthys                           | S. kemkemensis                                      |                                         |                                         |                                         | Un Polypteride |                                         |
| Spinocaudichthys                        | S. oumtkoutensis                                    |                                         |                                         |                                         | Un Acanthomorphata |                                         |
| Sudania                                 | S. sp                                               |                                         |                                         |                                         | Un polypteridae |                                         |
| Teleostei indet.                        | Indeterminata                                       |                                         |                                         |                                         | |                                         |

#### Coelacanthiformes
| Coelacanthiformi ritrovati nel Kem Kem Beds | Coelacanthiformi ritrovati nel Kem Kem Beds | Coelacanthiformi ritrovati nel Kem Kem Beds | Coelacanthiformi ritrovati nel Kem Kem Beds | Coelacanthiformi ritrovati nel Kem Kem Beds | Coelacanthiformi ritrovati nel Kem Kem Beds | Coelacanthiformi ritrovati nel Kem Kem Beds |
| Genere                                      | Specie                                      | Locazione                                   | Posizione stratigrafica                     | Materiale                                   | Note | Immagine                                    |
| ------------------------------------------- | ------------------------------------------- | ------------------------------------------- | ------------------------------------------- | ------------------------------------------- | --- | ------------------------------------------- |
| Axelrodichthys                              | A. lavocati                                 |                                             |                                             |                                             | Un coelacanthiforme mawsoniide; conosciuto come Mawsonia lavocati per lungo tempo, nel 2018 è stato spostato all'interno del genere precedentemente endemico del Brasile. Sebbene ci siano numerosi esemplari a cui si fa riferimento, non è possibile determinare se la maggior parte, se non tutto questo materiale sia effettivamente riferibile alla stessa specie dell'olotipo. |                                             |
| cf Axelrodichthys                           | cf A. lavocati                              |                                             |                                             |                                             | Un coelacanthiforme mawsoniide, noto da esemplari relativamente ben conservati della Formazione Santana. Paragonandoli ai celacanti viventi (Latimeria), i mawsonidi nel loro insieme, sembrano essere edentuli, quindi è possibile che si nutrissero per aspirazione. |                                             |
| Mawsonia                                    | M. cf. gigas                                |                                             |                                             |                                             | Un mawsoniide; uno dei pesci più grandi del Kem Kem, sebbene ciò sia ancora da accertare, in quanto non esiste materiale figurato, ed è stato menzionato solo in uno studio paleobiogeografico sui Mawsoniidi, di Miguel et al. (2014). Questo materiale potrebbe non appartenere nemmeno a M. gigas, ma ciò deve ancora essere stabilito con certezza.                              |                                             |
| Mawsoniidae indet.                          | Indeterminata                               |                                             |                                             |                                             | Un mawsoniide indeterminato, conosciuto solamente da un dentario frammentario. Codice esemplare UMI-1 |                                             |
| Mawsoniidae indet.                          | indeterminata                               |                                             |                                             |                                             | Un mawsoniide indeterminato. Codice esemplare MDE F36 |                                             |

#### Chondrichthyes
| Chondrichthydi ritrovati nel Kem Kem Beds | Chondrichthydi ritrovati nel Kem Kem Beds | Chondrichthydi ritrovati nel Kem Kem Beds | Chondrichthydi ritrovati nel Kem Kem Beds | Chondrichthydi ritrovati nel Kem Kem Beds | Chondrichthydi ritrovati nel Kem Kem Beds | Chondrichthydi ritrovati nel Kem Kem Beds |
| Genere                                    | Specie                                    | Locazione                                 | Posizione stratigrafica                   | Materiale                                 | Note | Immagine                                  |
| ----------------------------------------- | ----------------------------------------- | ----------------------------------------- | ----------------------------------------- | ----------------------------------------- | --- | ----------------------------------------- |
| Asteracanthus                             | A. aegyptiacus                            |                                           |                                           |                                           | Un hybodontiforme presumibilmente durofago (mangiatore di molluschi dalla conchiglia), presente anche nella Formazione Bahariya. |                                           |
| Distobatus                                | D. nutiae                                 |                                           |                                           |                                           | Una razza; apparentemente imparentata con le moderne razze rhinoptere, e come esse potrebbe essere stato durofago, basandosi sulla dentizione simile. |                                           |
| Haimirichia                               | H. amonensis                              |                                           |                                           |                                           | Un piccolo lamniforme basale, classificato per lungo tempo all'interno del genere Odontaspis, poi in Serratolamna, fino a quando fu classificato in un proprio genere, da Vullo et al. (2016), seguendo la descrizione di un nuovo esemplare, completo di tessuti molli, rinvenuto in depositi successivi (Formazione Akrabou). Il suo stile di vita e la sua dieta dovevano essere simile a quello degli squali pinna bianca, anche se molto probabilmente non era adatto a predare prede dal guscio duro. Non sembra essere molto comune in Kem Kem, anche se molto abbondante in altri posti; sulla base di accumuli di denti in determinati luoghi, sembrerebbe essere stato gregario, radunandosi in acque poco profonde come baie e estuari poco profondi. |                                           |
| Marckgrafia                               | M. lybica                                 |                                           |                                           |                                           | Un Pristidae |                                           |
| Onchopristis                              | O. numidus                                |                                           |                                           |                                           | Un Pristidae di grandi dimensioni; i denti rostrali sono tra i denti più comuni nei letti Kem Kem. Dell'animale sono stati rinvenuti anche due rostri parziali; uno dei due rostri rappresenta l'olotipo del genere, descritto da Stromer, mentre l'altro è una scoperta più recente nel Kem Kem, sebbene sia meno completa rispetto all'olotipo. Apparentemente c'è anche un esemplare con un rostro lungo due metri, anche se deve ancora essere descritto. |                                           |
| Schizorhiza                               | S. stromeri                               |                                           |                                           |                                           | Un Pristidae |                                           |
| Peyeria                                   | P. lybica                                 |                                           |                                           |                                           | Un Pristidae |                                           |
| Steinbachodus                             | S. bartheli                               |                                           |                                           |                                           | Uno piccolo hybodonte steinbachodontide |                                           |
| Tribodus                                  | T. sp.                                    |                                           |                                           |                                           | Un hybodontiforme durofago. Il genere è noto da esemplari molto ben conservati nella Formazione Santana, e da spine e denti dalla Formazione Bahariya, anche se è noto solo da denti isolati nel Kem Kem. |                                           |